# 2-(2-Aminoethylamino)ethanol
2-(2-Aminoethylamino)ethanol (auch Aminoethylethanolamin oder kurz AEEA) ist eine chemische Verbindung aus der Gruppe der Alkanolamine.

## Eigenschaften
2-(2-Aminoethylamino)ethanol ist feuchtigkeitsempfindlich und seine wässrige Lösung reagiert stark alkalisch. Es besitzt eine Viskosität von 140,6 cp bei 20 °C.

## Verwendung
2-(2-Aminoethylamino)ethanol wird als Synthesechemikalie zur Herstellung anderer chemischer Verbindungen wie Kraftstoff- und Öladditive, Chelatliganden, Tenside, Coatings, Weichspüler für Textilien, Urethane und anderem verwendet.